# 1. Lig 2011-2012
La 1. Lig 2011-2012 è la 7ª edizione del campionato di football americano di primo livello, organizzato dalla TBSF.

## Squadre partecipanti
| Club                        | Città     | Stadio | Sponsor ufficiale | Risultato nella stagione 2010-2011 |
| --------------------------- | --------- | ------ | ----------------- | ---------------------------------- |
| Ankara Cats                 | Ankara    |        |                   |                                    |
| Boğaziçi Sultans            | Istanbul  |        |                   |                                    |
| Eastern Mediterranean Crows | Famagosta |        |                   |                                    |
| Gazi Warriors               | Ankara    |        |                   |                                    |
| Hacettepe Red Deers         | Ankara    |        |                   |                                    |
| Istanbul Cavaliers          | Istanbul  |        |                   |                                    |
| ITÜ Hornets                 | Istanbul  |        |                   |                                    |
| ODTÜ Falcons                | Ankara    |        |                   |                                    |

## Stagione regolare

### Calendario

#### 1ª giornata
| 26 novembre 2011 | Ankara Cats | 14 – 28 (0-8 6-6 8-8 0-6) | Gazi Warriors |  |

| 27 novembre 2012 | Hacettepe Red Deers | 70 – 0 (25-0 14-0 21-0 10-0) | Istanbul Cavaliers |  |

| 27 novembre 2011 | ITÜ Hornets | 35 – 0 (a tavolino) | Boğaziçi Sultans |  |

#### 2ª giornata
| 10 dicembre 2011 | ODTÜ Falcons | 14 – 17 (d.t.s.) (0-0 0-7 7-0 0-0 7-10) | Gazi Warriors |  |

| 11 dicembre 2011 | Boğaziçi Sultans | 38 – 8 (8-0 8-0 14-0 8-8) | Eastern Mediterranean Crows |  |

| 11 dicembre 2011 | ITÜ Hornets | 7 – 34 (0-6 7-8 0-12 0-8) | Hacettepe Red Deers |  |

| 11 dicembre 2011 | Istanbul Cavaliers | 0 – 35 | Ankara Cats |  |

#### 3ª giornata
| 25 dicembre 2011 | Eastern Mediterranean Crows | 6 – 28 | ODTÜ Falcons |  |

#### 4ª giornata
| 18 febbraio 2012 | Hacettepe Red Deers | 19 – 14 | Ankara Cats |  |

| 19 febbraio 2012 | Gazi Warriors | 6 – 34 | Boğaziçi Sultans |  |

| 19 febbraio 2012 | ITÜ Hornets | 14 – 6 | Eastern Mediterranean Crows |  |

| 19 febbraio 2012 | Istanbul Cavaliers | 0 – 35 | ODTÜ Falcons |  |

#### 5ª giornata
| 3 marzo 2012 | Ankara Cats | 0 – 39 | ODTÜ Falcons |  |

| 3 marzo 2012 | Boğaziçi Sultans | 35 – 0 (a tavolino) | Istanbul Cavaliers |  |

| 4 marzo 2012 | Gazi Warriors | 28 – 22 | ITÜ Hornets |  |

| 4 marzo 2012 | Hacettepe Red Deers | 22 – 0 | Eastern Mediterranean Crows |  |

#### 6ª giornata
| 24 marzo 2012 | Istanbul Cavaliers | 0 – 35 | ITÜ Hornets |  |

| 24 marzo 2012 | ODTÜ Falcons | 30 – 8 | Hacettepe Red Deers |  |

| 25 marzo 2012 | Boğaziçi Sultans | 21 – 6 | Ankara Cats |  |

| 25 marzo 2012 | Eastern Mediterranean Crows | 0 – 15 | Gazi Warriors |  |

#### 7ª giornata
| 14 aprile 2012 | Gazi Warriors | 26 – 20 | Hacettepe Red Deers |  |

| 15 aprile 2012 | Ankara Cats | 20 – 22 | ITÜ Hornets |  |

| 15 aprile 2012 | ODTÜ Falcons | 26 – 19 | Boğaziçi Sultans |  |

| 15 aprile 2012 | Eastern Mediterranean Crows | 35 – 0 | Istanbul Cavaliers |  |

#### 8ª giornata
| 22 aprile 2012 | Ankara Cats | 34 – 6 (6-6 8-0 12-0 8-0) | Eastern Mediterranean Crows |  |

| 22 aprile 2012 | Boğaziçi Sultans | 30 – 0 (10-0 7-0 6-0 7-0) | Hacettepe Red Deers |  |

| 22 aprile 2012 | Istanbul Cavaliers | 0 – 35 | Gazi Warriors |  |

| 22 aprile 2012 | ODTÜ Falcons | 50 – 26 (8-12 6-14 20-0 16-0) | ITÜ Hornets |  |

### Classifica
Le classifiche della regular season sono le seguenti:
- PCT = percentuale di vittorie, G = partite giocate, V = partite vinte,  P = partite perse, PF = punti fatti, PS = punti subiti

| Pos. | Squadra                     | PCT  | G | V | N | P | PF  | PS  |
| ---- | --------------------------- | ---- | - | - | - | - | --- | --- |
| 1    | ODTÜ Falcons                | .857 | 7 | 6 | 0 | 1 | 222 | 76  |
| 2    | Gazi Warriors               | .857 | 7 | 6 | 0 | 1 | 155 | 104 |
| 3    | Boğaziçi Sultans            | .714 | 7 | 5 | 0 | 2 | 177 | 81  |
| 4    | Hacettepe Red Deers         | .571 | 7 | 4 | 0 | 3 | 173 | 107 |
| 5    | ITÜ Hornets                 | .571 | 7 | 4 | 0 | 3 | 161 | 138 |
| 6    | Ankara Cats                 | .286 | 7 | 2 | 0 | 5 | 123 | 135 |
| 7    | Eastern Mediterranean Crows | .143 | 7 | 1 | 0 | 6 | 61  | 151 |
| 8    | Istanbul Cavaliers          | .000 | 7 | 0 | 0 | 7 | 0   | 280 |

## Playoff

### Tabellone
|  | Semifinali | Semifinali          | Semifinali |               |    | VII Final           | VII Final | VII Final |  |
|  |            |                     |            |               |    |                     |           |           |  |
|  | 1          | ODTÜ Falcons        | 0          |               |    |                     |           |           |  |
|  | 1          | ODTÜ Falcons        | 0          |               |    |                     |           |           |  |
|  | 4          | Hacettepe Red Deers | 12         |               |    |                     |           |           |  |
|  | 4          | Hacettepe Red Deers | 12         |               | 4  | Hacettepe Red Deers | 12        |           |  |
|  |            |                     |            |               | 4  | Hacettepe Red Deers | 12        |           |  |
|  |            |                     | 2          | Gazi Warriors | 47 |                     |           |           |  |
|  | 2          | Gazi Warriors       | 2          | Gazi Warriors | 47 | 26                  |           |           |  |
|  | 2          | Gazi Warriors       |            |               |    |                     |           |           |  |
|  | 3          | Boğaziçi Sultans    | 21         |               |    |                     |           |           |  |

### Semifinali
| 13 maggio 2012 | ODTÜ Falcons | 0 – 12 | Hacettepe Red Deers |  |

| 13 maggio 2012 | Gazi Warriors | 26 – 21 | Boğaziçi Sultans |  |

### VII Final
| 27 maggio 2012 | Gazi Warriors | 47 – 12 | Hacettepe Red Deers |  |

## Verdetti
- Gazi Warriors Campioni della Turchia 2011-2012